# E-demokracie
E-demokracie (elektronická demokracie) je novou formou demokracie, která využívá nové možnosti informačních technologií (např. internet). Je to forma vlády, ve které mohou mít všichni občané možnost podílet se na správě věcí veřejných.
Na rozdíl od e-governmentu nebo elektronických voleb, umožňuje přímou (bezprostřední) vládu lidu.

## Cíle
"Nesnáze velkého množství lidu a jeho geografického prostorového rozdělení, musí být podle možnosti překonány, značnou měrou pomáhají tu různé moderní komunikační prostředky." - T. G. Masaryk.

Tato forma vlády teoreticky umožňuje částečně anebo zcela nahradit stávající formu zastupitelské demokracie. Dosud však nebyla v žádné zemi plně přijata a je předmětem diskuzí. E-demokracie by mohla umožnit např. tvorbu a úpravy zákonů.

Jedním z dosavadních argumentů proti zavádění těchto prvků je především vysoká nákladovost na jejich realizaci. Tento argument však právě s příchodem nových technologií přestává platit. 

Většina obyvatel Česka má internet. Bylo by možné vytvořit webovou aplikaci, která umožňuje hlasovat přes internet o různých politických otázkách. Jiným způsobem by mohlo být hlasování na zařízeních na městských úřadech - které by bylo přístupné všem. Existuje mnoho modelů této formy vlády a přicházejí nové.

## Modely
Některé modely e-demokracie:[zdroj?]
- Athénský model - rozhodnutí učiněná lidmi ve virtuálních komunitách mohou dospět k formulaci obecné vůle
- Hlasovací model - občané by z domu přímo hlasovali o konkrétních zákonech a tématech
- Semi-reprezentativní model - politická strana vládne na základě hlasování lidu (např. projekt Demoex ve Švýcarsku)